# Noccaea papyracea
Noccaea papyracea är en korsblommig växtart som först beskrevs av Pierre Edmond Boissier, och fick sitt nu gällande namn av Khosravi, Mummenhoff och Mohsenzadeh. Noccaea papyracea ingår i släktet backskärvfrön, och familjen korsblommiga växter. Inga underarter finns listade i Catalogue of Life.